# Khawa Karpo
Il Khawa Karpo (ཁ་བ་དཀར་པོ།, kha ba dkar poW, KawagarboP) è la montagna più alta della provincia cinese dello Yunnan. 

## Descrizione
È una delle cosiddette Otto grandi Montagne sacre del Tibet. Si trova nella parte occidentale della contea di Dêqên, nella Prefettura autonoma tibetana di Dêqên, nel nord-ovest della provincia cinese dello Yunnan. Culmina a 6740 m.
È la cima più alta dei Meili Xueshan (梅里雪山S), che a loro volta appartengono alla catena montuosa degli Hengduan Shan nel settore sud-orientale dell'altopiano del Tibet.
Ogni anno giungono qui pellegrini tibetani provenienti dalle aree di Qamdo, Garzê e altri luoghi. Nel 1902 una spedizione di alpinisti britannici tentò, senza riuscirci, di conquistarne la vetta. Il 3 gennaio 1991, 17 partecipanti di una spedizione giapponese persero la vita nel tentativo. Per ragioni culturali e religiose, nel 2001 il governo locale ha emanato leggi che impediscono qualsiasi tentativo futuro di scalare la montagna. La cima è pertanto ancora inviolata.